# 绍尔卡尔内站
绍尔卡尔内站是里加-陶格夫匹尔斯铁路线上的一个火车站，车站建于1931年，附近的居民点是绍尔卡尔内。